# 大長崎建設
大長崎建設株式会社（だいながさきけんせつかぶしきがいしゃ）は、1946年から1979年まで日本の長崎県に存在した建設会社。同県長崎市の戦後復興に貢献した。
第二次世界大戦後の1946年8月、政府による指導を待たずして復興事業に取り組むことを目指し設立された。土地区画整理事業を指導し、戦災土地證書の発行を受け持った。證書発行は49年7月に中止されたが、旧 長崎市役所庁舎議会棟（1958年完成）、旧 長崎市役所庁舎本館（1959年完成）、長崎市公会堂（1962年完成）や長崎県立島原温泉病院（1965年完成）の建設などに携わった。その後79年に倒産。
長崎市茂木に存在したビーチホテル(旧 茂木ホテル)が建和寮という名の寮として使用されていた。